# Dekade zur Überwindung von Gewalt
Die Dekade zur Überwindung von Gewalt (englisch: Decade to Overcome Violence, DOV) war ein Programm des Ökumenischen Rates der Kirchen (ÖRK) für den Zehn-Jahres-Zeitraum von 2001 bis 2010. Es rief die Mitgliedskirchen, engagierte ökumenische Gruppen und einzelne Christen
auf, aus der christlichen Botschaft eine Kultur der Gewaltlosigkeit bzw. Gewaltfreiheit zu schaffen.

## Programm
Das Programm wurde im Dezember 1998 bei der achten Vollversammlung des ÖRK in Harare/Simbabwe auf Initiative der deutschen Mennoniten beschlossen, gleichzeitig mit der UNO-Internationale Dekade für eine Kultur des Friedens und der Gewaltfreiheit für die Kinder der Welt (2001–2010). 
Die Dekade hatte vier Themenbereiche:
- Geist und Logik der Gewalt
- Gebrauch und Missbrauch von Macht
- die Frage der Gerechtigkeit
- religiöse Identität und Pluralität

Sie war sich „auch bewusst, dass Christen und Kirchen durch Worte und Taten ihr Teil dazu beigetragen haben, dass Gewalt und Ungerechtigkeit in einer Welt der Unterdrückung und des gnadenlosen Wettbewerbs zugenommen haben“.